# Stazione di Seiryu Miharashi
La Stazione di Seiryu Miharashi (清流みはらし駅?, Seiryu Miharashi-eki) è una  fermata della linea ferroviaria suburbana Nishikigawa Seiryū della città di Iwakuni, nella prefettura di Yamaguchi.
La stazione è localizzata tra le stazioni di Naguwa e Nekasa.
La stazione è stata aperta il 19 marzo 2019 ed è accessibile solo in treno, in quanto non vi sono strade o sentieri che conducono alla stazione. Essa ricorda l’importanza di fermarsi e ammirare la natura. Il costo della costruzione è stato di circa 112 milioni di yen. È stato costruito come una piattaforma panoramica e si affaccia sul fiume Nishiki.